# Einschienenbahn Turin

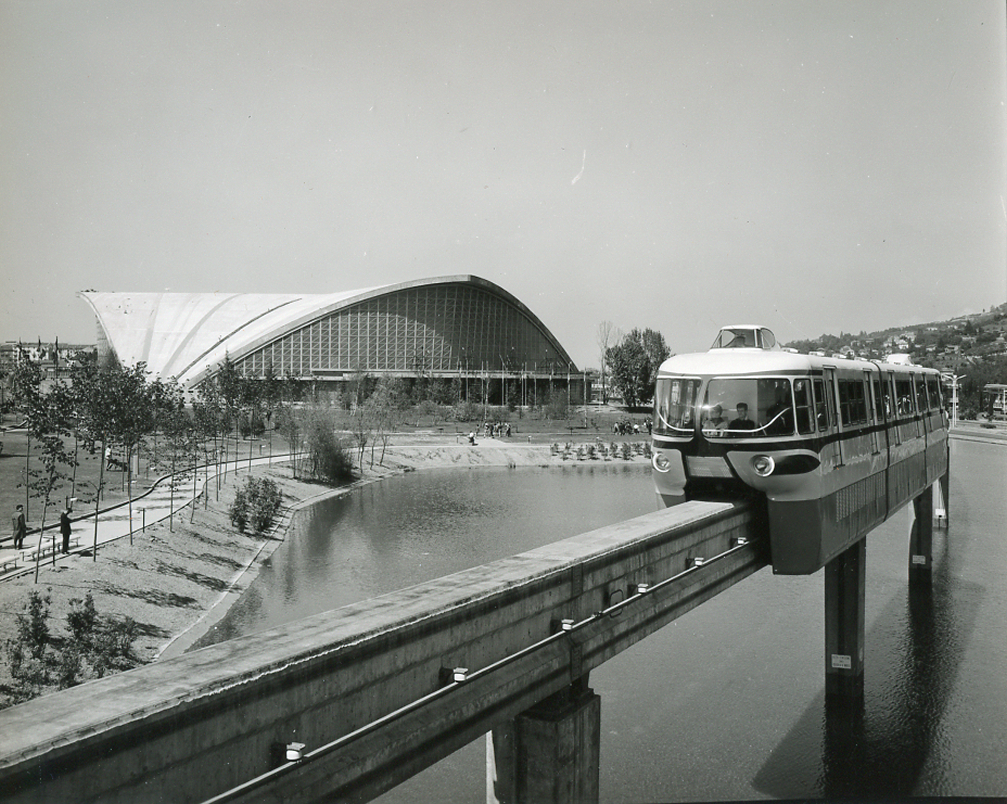

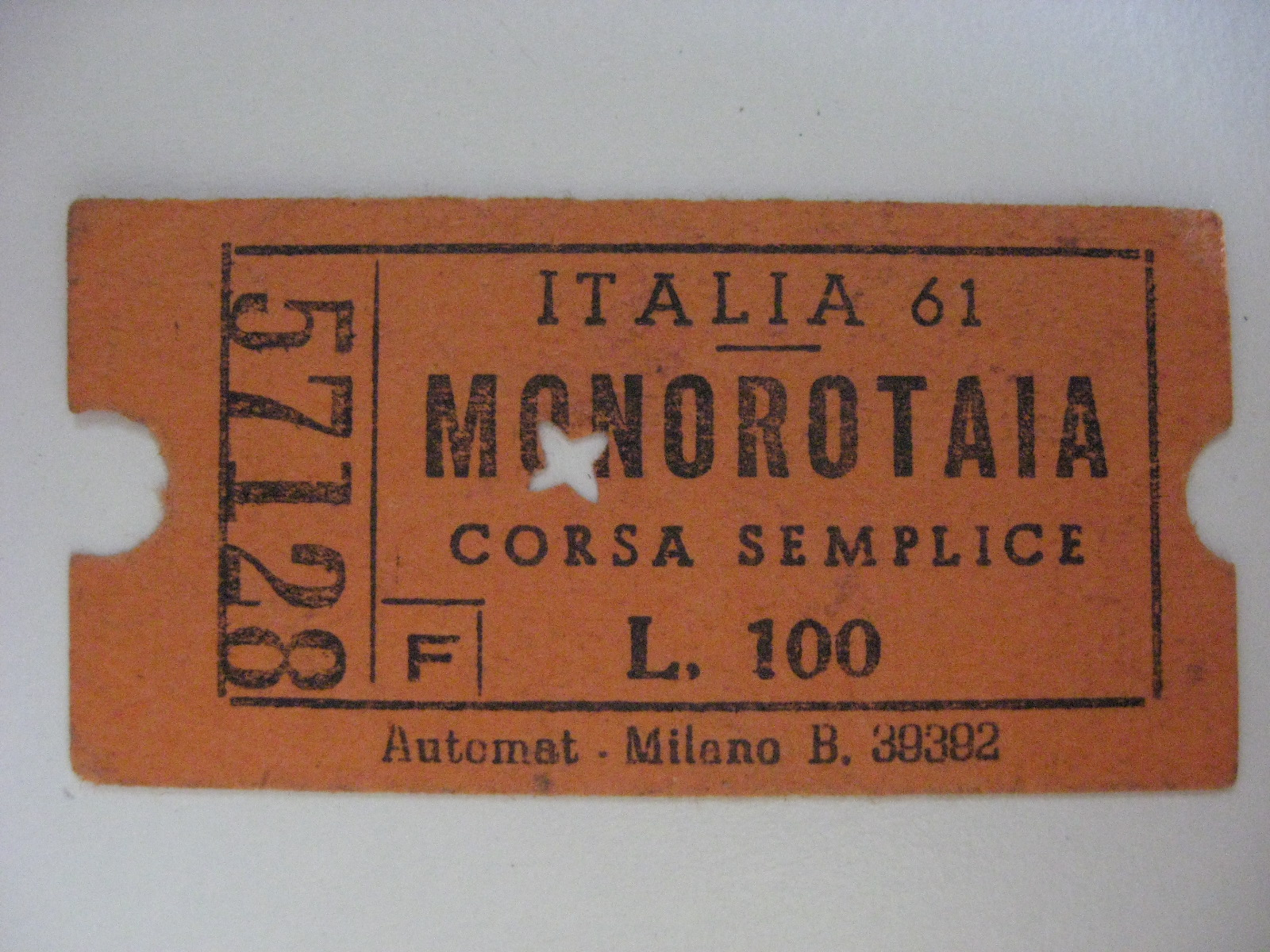
Fahrkarte zu 100 Lire

Die Einschienenbahn Turin war eine Alwegbahn in der piemontesischen Hauptstadt Turin, die 1961 anlässlich der Internationalen Arbeitsausstellung und der gleichzeitigen Feierlichkeiten zum 100. Jahrestag der Einigung Italiens gebaut wurde.

## Geschichte

### Projekt und Realisierung
Die Strecke der aufgesattelten Einschienenbahn, die sich im Bezirk Italia '61 befand, erstreckte sich über etwa 1800 Meter auf einem rechteckigen Viadukt aus erhöhtem Stahlbeton, der von kegelstumpfförmigen Pfeilern, die ebenfalls aus Stahlbeton waren, getragen wurde. Auf dem Viadukt befand sich der Fahrweg und die Stromschiene zur Spannungsversorgung des Zuges mit 600 Volt Gleichstrom.
Die beiden Stationen am Anfang und am Ende der Strecke bestanden aus erhöhten Bahnsteigen, die den Fahrgästen den Zugang zur Einschienenbahn ermöglichten. Die Strecke war bis auf einen Abschnitt, wo sie in einer weiten Kurve einen künstlichen See überquerte, gerade.
Der Zug bestand aus drei Teilen, die durch Gelenkverbindungen miteinander verbunden waren und an beiden Enden Panoramakabinen mit abgerundetem Kopf trugen. Die Fahrzeuge wurden von Drehgestellen mit Gummirädern wie ein Auto getragen, mit einer horizontalen Achse für die Traktion und einer vertikalen Achse für den Aufbau und die Führung des Zuges. Die Höchstgeschwindigkeit des Zuges betrug 90 km/h, normalerweise fuhr er jedoch mit 50 km/h, damit die Fahrgäste die umliegende Landschaft betrachten konnten. Der Zug hatte 80 Sitz- und 120 Stehplätze. Da der Zug aus Leichtmetall gebaut war, betrug die Masse nur 38 Tonnen. Der Zug war 30 m lang, 3 m breit und 4,5 m hoch.
Die elektrischen Traktionsmotoren mit Gleichstrom waren reihenerregt und wurden durch Feldschwächung und Variation der Reihen-/Parallelschaltung durch eine elektropneumatische Steuerung P.C.M. geregelt. Die Leistung eines Elektromotors betrug 113 kW.
Die Hilfsbetriebe wurden durch Bleiakkumulatoren gespeist, welche über rotierende Umformer geladen wurden. Das Verzögern und Bremsen des Zuges erfolgte durch elektrisches Bremsen mit Anschluss der Motoren an spezielle Rheostate und pneumatisches Bremsen mittels Scheibenbremsen vom Automobiltyp. Der Zug war für Mehrfachtraktion ausgelegt, d. h. mehrere aneinander gekoppelte Einheiten konnten von einem Führerstand gesteuert werden, was für die damalige Zeit innovativ war.

### Abbruch und Folgeentwicklungen
Die Einschienenbahn stellte ihren Betrieb einige Monate nach dem Ende der Ausstellung ein. In den folgenden zwei Jahren wurde sie im Frühjahr und Sommer vor allem für Schulkinder wieder genutzt und Ende November 1963 nach langen Debatten im Gemeinderat endgültig stillgelegt.
Der Zug stand sechzehn Jahre lang verlassen und unbeaufsichtigt in der Nordstation. Eine zufällige Inspektion im Jahr 1980 ergab, dass verschiedene Komponenten entfernt wurden und das Fahrzeug bei einem Brand schwer beschädigt worden war, der auch die Station unbrauchbar gemacht hatte. Im Jahr darauf wurde das Fahrzeug schließlich verschrottet.
Im Laufe der Jahre wurde das Viadukt unterbrochen (mit Nachwirkungen von Kontroversen über die Entsorgung der Bauwerke), bis es 1994 bis auf einen kurzen Abschnitt über dem See (14 Spannweiten) fast vollständig entfernt wurde, während beide Stationen unverändert blieben, von denen der Norden vom Corso Unità d’Italia gut sichtbar ist.
Anfang der 2000er Jahre wurde entlang des Viadukts über dem See das Werk Luce Fontana Ruota von Gilberto Zorio von den Murazzi del Po dauerhaft installiert, das für die zweite Ausgabe von Luci d’Artista (1999–2000) geschaffen wurde.
Anlässlich der XX. Olympischen Winterspiele im Jahr 2006 beschloss die Stadt Turin, den Nordbahnhof zu restaurieren und umzunutzen: Das Gebäude, das den neuen Namen Regina-Bahnhof erhielt, dient seither als Leihgabe für die Nutzung des „UGI-Hauses“, in dem die behandelten Kinder des Kinderkrankenhauses Regina Margherita zusammen mit ihren Familien untergebracht sind.